# 米山トンネル (中国自動車道)
米山トンネル（こめやまトンネル）は、島根県鹿足郡吉賀町と山口県周南市の中国自動車道の県境間にあるトンネル。

## 概要
- 上り線（広島方面）長さ：3,154 m
- 下り線（山口方面）長さ：3,260 m

※トンネル距離数はトンネル入口手前に設置された標識の記載によるもの。

## 歴史
- 1983年（昭和58年）3月24日：中国自動車道・千代田IC - 鹿野IC間が開通と共に暫定2車線で供用開始（後に4車線化）。

## 追記事項
- 開通当初は現在の上り線（広島・大阪方面）で暫定2車線の対面通行を行っていた。
- 上下線共にトンネル内部は車線変更禁止に指定されている。
- 中国自動車道の島根県区間は米山トンネルまでとなっており、県境に当たる山口県岩国市錦町の深谷パーキングエリアから島根県唯一の六日市インターチェンジも含め、島根県の実走距離は22.3kmしかない。
- 米山トンネルの真上を山口県道・島根県道12号鹿野吉賀線が通っている。